# Kasteelbier

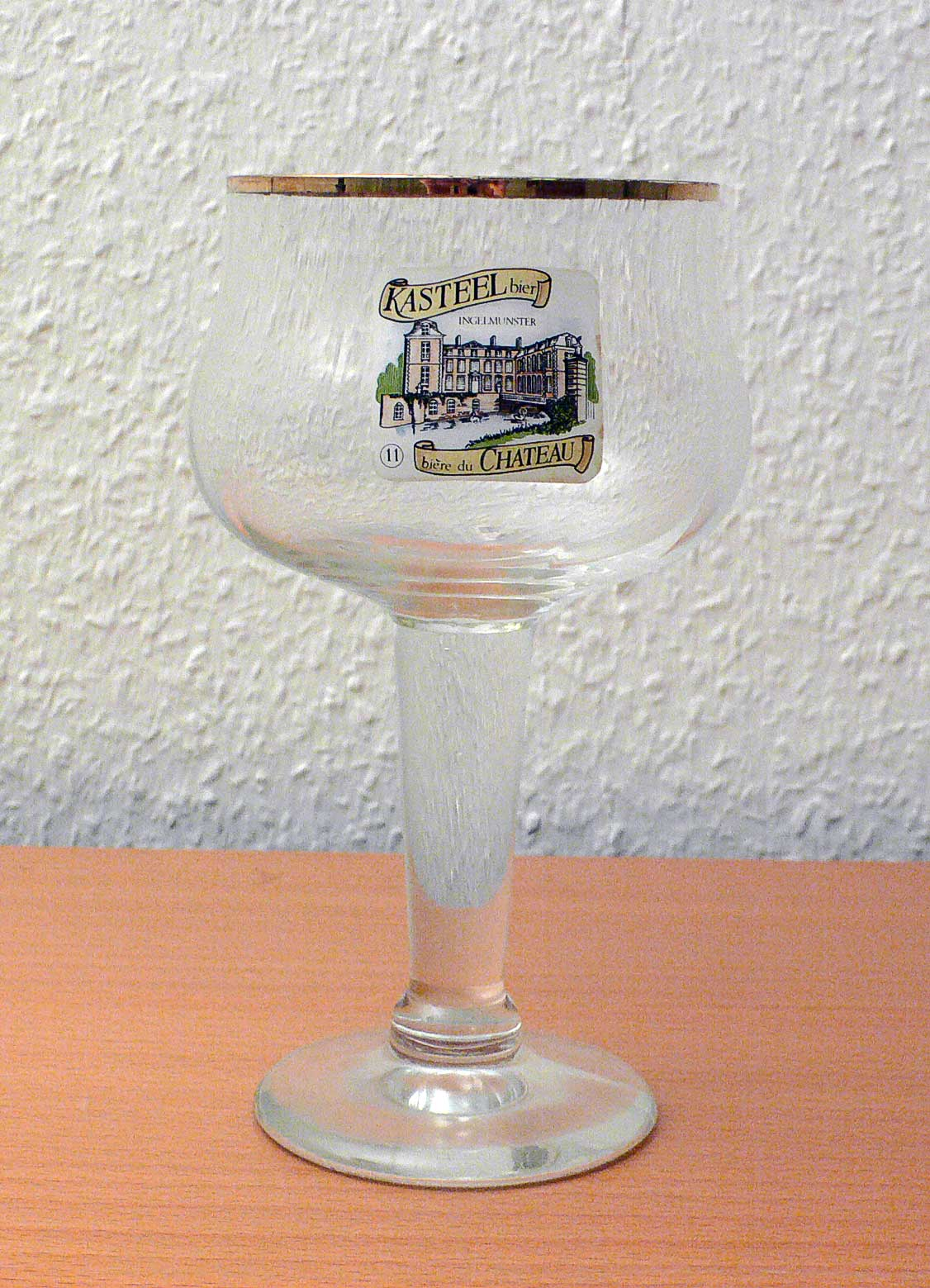
Kasteel-Glas

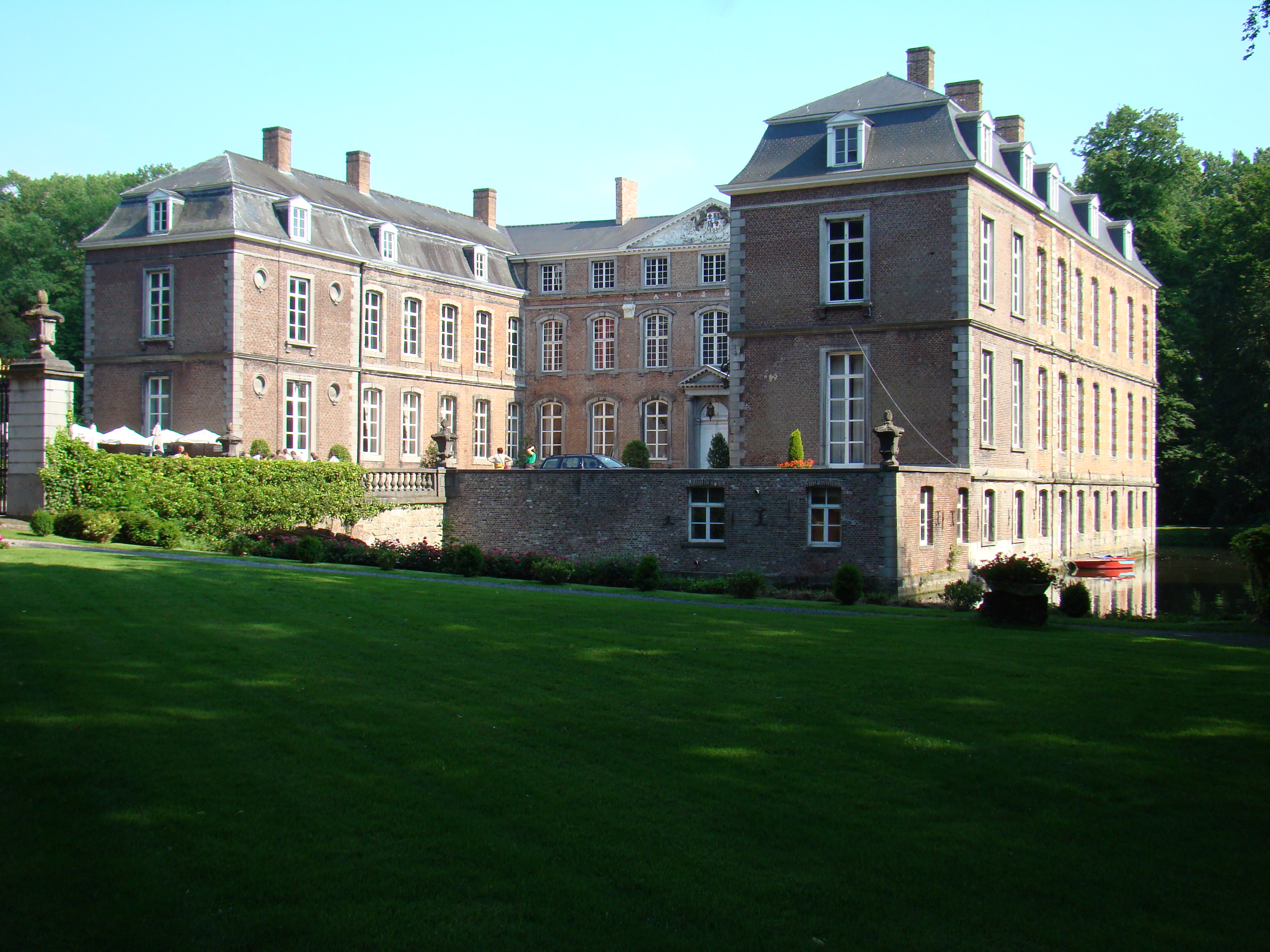
Das Kastell von Ingelmunster

Kasteelbier ist eine belgische Biermarke, die in Ingelmunster in der Brauerei Van Honsebrouck gebraut wird. Es gibt sechs verschiedene Sorten: rouge (8 %), donker (11 %), tripel (11 %), blond (7 %), hoppy (6,5 %) und Xtra (4,5 %).
Das Bier hat einen malzigen Geschmack.
Kasteelbier verdankt seinen Namen dem Kastell von Ingelmunster, welches der Brauerei gehört. Es ziert das Etikett und ist auf dem Kronkorken abgebildet. Das Bier wird üblicherweise aus einem großen Kelchglas mit langem Stiel getrunken.